# Coelophrys brevicaudata
Coelophrys brevicaudata es una especie de pez del género Coelophrys, familia Ogcocephalidae. Fue descrita científicamente por Brauer en 1902.
Se distribuye por el Pacífico Occidental: Japón, Filipinas e Indonesia. La longitud total (TL) es de 7,7 centímetros. Puede alcanzar los 1024 metros de profundidad.
Está clasificada como una especie marina inofensiva para el ser humano.